# 앨런 시어러
앨런 시어러(영어: Alan Shearer, CBE, 1970년 8월 13일 ~ )는 잉글랜드의 전 축구 선수로, 포지션은 스트라이커였다.

## 클럽 경력
프리미어리그의 사우샘프턴, 블랙번 로버스, 뉴캐슬 유나이티드에서 활약하였다.

## 국가대표팀 경력
잉글랜드 축구 국가대표팀의 일원으로 1번의 월드컵과 2번의 유럽 축구 선수권 대회에 참가하였다.

## 은퇴 이후
2006년 선수 은퇴 후, BBC의 축구 평론가로 일하다가 2009년 리그 8경기를 남겨둔 뉴캐슬 유나이티드의 임시 감독으로 부임하였다. 그러나 클럽을 강등에서 구해내지 못하였다.

## 경력 통계

### 클럽
| 클럽        | 시즌        | 리그 | 리그 | 컵   | 컵   | UEFA | UEFA | 기타 | 기타 | 합계 | 합계 |
| 클럽        | 시즌        | 출전 | 득점 | 출전 | 득점 | 출전 | 득점 | 출전 | 득점 | 출전 | 득점 |
| ----------- | ----------- | ---- | ---- | ---- | ---- | ---- | ---- | ---- | ---- | ---- | ---- |
| 사우샘프턴  | 1987-88     | 5    | 3    |      |      |      |      |      |      | 5    | 3    |
| 사우샘프턴  | 1988-89     | 10   | 0    |      |      |      |      |      |      | 10   | 0    |
| 사우샘프턴  | 1989-90     | 26   | 3    | 9    | 2    |      |      |      |      | 35   | 5    |
| 사우샘프턴  | 1990-91     | 36   | 4    | 10   | 8    |      |      | 2    | 2    | 48   | 14   |
| 사우샘프턴  | 1991-92     | 41   | 13   | 13   | 5    |      |      | 6    | 3    | 60   | 21   |
| 사우샘프턴  | 소계        | 118  | 23   | 32   | 15   |      |      | 8    | 5    | 158  | 43   |
| 블랙번      | 1992-93     | 21   | 16   | 5    | 6    |      |      |      |      | 26   | 22   |
| 블랙번      | 1993-94     | 40   | 31   | 8    | 3    |      |      |      |      | 48   | 34   |
| 블랙번      | 1994-95     | 42   | 34   | 5    | 2    | 2    | 1    |      |      | 49   | 37   |
| 블랙번      | 1995-96     | 35   | 31   | 6    | 5    | 6    | 1    | 1    | 0    | 48   | 37   |
| 블랙번      | 소계        | 138  | 112  | 24   | 16   | 8    | 2    | 1    | 0    | 171  | 130  |
| 뉴캐슬      | 1996-97     | 31   | 25   | 4    | 2    | 4    | 1    | 1    | 0    | 40   | 28   |
| 뉴캐슬      | 1997-98     | 17   | 2    | 6    | 5    |      |      |      |      | 23   | 7    |
| 뉴캐슬      | 1998-99     | 30   | 14   | 8    | 6    | 2    | 1    |      |      | 40   | 21   |
| 뉴캐슬      | 1999-00     | 37   | 23   | 7    | 5    | 6    | 2    |      |      | 50   | 30   |
| 뉴캐슬      | 2000-01     | 19   | 5    | 4    | 2    |      |      |      |      | 23   | 7    |
| 뉴캐슬      | 2001-02     | 37   | 23   | 9    | 4    |      |      |      |      | 46   | 27   |
| 뉴캐슬      | 2002-03     | 35   | 17   | 1    | 1    | 12   | 7    |      |      | 48   | 25   |
| 뉴캐슬      | 2003-04     | 37   | 22   | 3    | 0    | 12   | 6    |      |      | 52   | 28   |
| 뉴캐슬      | 2004-05     | 28   | 7    | 5    | 1    | 9    | 11   |      |      | 42   | 19   |
| 뉴캐슬      | 2005-06     | 32   | 10   | 5    | 2    | 4    | 2    |      |      | 41   | 14   |
| 뉴캐슬      | 소계        | 303  | 148  | 52   | 28   | 49   | 30   | 1    | 0    | 405  | 206  |
| 커리어 통산 | 커리어 통산 | 559  | 283  | 108  | 59   | 57   | 32   | 10   | 5    | 734  | 379  |

## 국가대표팀

#### 국가대표팀 득점
|  | '점수' 항목은 선수가 득점 했을 때의 점수를 가리키고, '결과' 항목은 최종 점수를 가리킵니다. |

| #  | 날짜             | 장소                                 | 상대       | 점수 | 결과 | 대회                              |
| -- | ---------------- | ------------------------------------ | ---------- | ---- | ---- | --------------------------------- |
| 1  | 1992년 2월 19일  | 웸블리 스타디움, 런던                | 프랑스     | 1–0  | 2–0  | 친선경기                          |
| 2  | 1992년 11월 18일 | 웸블리 스타디움, 런던                | 튀르키예   | 2–0  | 4–0  | 1994년 FIFA 월드컵 유럽 지역 예선 |
| 3  | 1994년 5월 17일  | 웸블리 스타디움, 런던                | 그리스     | 1–0  | 5–0  | 친선경기                          |
| 4  | 1994년 9월 7일   | 웸블리 스타디움, 런던                | 미국       | 1–0  | 2–0  | 친선경기                          |
| 5  | 1994년 9월 7일   | 웸블리 스타디움, 런던                | 미국       | 2–0  | 2–0  | 친선경기                          |
| 6  | 1996년 6월 8일   | 웸블리 스타디움, 런던                | 스위스     | 1–0  | 1–1  | UEFA 유로 1996                    |
| 7  | 1996년 6월 15일  | 웸블리 스타디움, 런던                | 스코틀랜드 | 1–0  | 2–0  | UEFA 유로 1996                    |
| 8  | 1996년 6월 18일  | 웸블리 스타디움, 런던                | 네덜란드   | 1–0  | 4–1  | UEFA 유로 1996                    |
| 9  | 1996년 6월 18일  | 웸블리 스타디움, 런던                | 네덜란드   | 3–0  | 4–1  | UEFA 유로 1996                    |
| 10 | 1996년 6월 26일  | 웸블리 스타디움, 런던                | 독일       | 1–0  | 1–1  | UEFA 유로 1996                    |
| 11 | 1996년 9월 1일   | 스타디오널 리퍼블리칸, 키시너우      | 몰도바     | 3–0  | 3–0  | 1998년 FIFA 월드컵 유럽 지역 예선 |
| 12 | 1996년 10월 9일  | 웸블리 스타디움, 런던                | 폴란드     | 1–1  | 2–1  | 1998년 FIFA 월드컵 유럽 지역 예선 |
| 13 | 1996년 10월 9일  | 웸블리 스타디움, 런던                | 폴란드     | 2–1  | 2–1  | 1998년 FIFA 월드컵 유럽 지역 예선 |
| 14 | 1997년 4월 30일  | 웸블리 스타디움, 런던                | 조지아     | 2–0  | 2–0  | 1998년 FIFA 월드컵 유럽 지역 예선 |
| 15 | 1997년 5월 31일  | 스타디온 슬라스키, 호주프            | 폴란드     | 1–0  | 2–0  | 1998년 FIFA 월드컵 유럽 지역 예선 |
| 16 | 1997년 6월 7일   | 스타드 드 라 모송, 몽펠리에          | 프랑스     | 1–0  | 1–0  | 투르누아 드 프랑스                |
| 17 | 1998년 4월 22일  | 웸블리 스타디움, 런던                | 포르투갈   | 1–0  | 3–0  | 친선경기                          |
| 18 | 1998년 4월 22일  | 웸블리 스타디움, 런던                | 포르투갈   | 3–0  | 3–0  | 친선경기                          |
| 19 | 1998년 6월 15일  | 스타드 벨로드롬, 마르세유            | 튀니지     | 1–0  | 2–0  | 1998년 FIFA 월드컵                |
| 20 | 1998년 6월 30일  | 스타드 조프루아 기샤르, 생테티엔     | 아르헨티나 | 1–1  | 2–2  | 1998년 FIFA 월드컵                |
| 21 | 1998년 9월 5일   | 로순다 스타디온, 스톡홀름            | 스웨덴     | 1–0  | 1–2  | UEFA 유로 2000 예선               |
| 22 | 1998년 10월 14일 | 스타드 요제프 바르털, 룩셈부르크     | 룩셈부르크 | 2–0  | 3–0  | UEFA 유로 2000 예선               |
| 23 | 1999년 4월 28일  | 페렌츠 푸카스 스타디움, 부다페스트   | 헝가리     | 1–0  | 1–1  | 친선경기                          |
| 24 | 1999년 6월 9일   | 불가스카 아르미야 스타디온, 소피아   | 불가리아   | 1–0  | 1–1  | UEFA 유로 2000 예선               |
| 25 | 1999년 9월 4일   | 웸블리 스타디움, 런던                | 룩셈부르크 | 1–0  | 6–0  | UEFA 유로 2000 예선               |
| 26 | 1999년 9월 4일   | 웸블리 스타디움, 런던                | 룩셈부르크 | 2–0  | 6–0  | UEFA 유로 2000 예선               |
| 27 | 1999년 9월 4일   | 웸블리 스타디움, 런던                | 룩셈부르크 | 4–0  | 6–0  | UEFA 유로 2000 예선               |
| 28 | 1999년 10월 10일 | 스타디움 오브 라이트, 선덜랜드       | 벨기에     | 1–0  | 2–1  | 친선경기                          |
| 29 | 2000년 6월 17일  | 스타드 뒤 페이 드 샤를루아, 샤를루아 | 독일       | 1–0  | 1–0  | UEFA 유로 2000                    |
| 30 | 2000년 6월 20일  | 스타드 뒤 페이 드 샤를루아, 샤를루아 | 루마니아   | 1–1  | 2–3  | UEFA 유로 2000                    |

### 통산 기록
| 프로 경력 합계 | 프로 경력 합계 | 프로 경력 합계 | 프로 경력 합계 |
| 소속           | 출장           | 득점           | 출장당 득점률  |
| -------------- | -------------- | -------------- | -------------- |
| 클럽           | 733            | 379            | 0.52           |
| 국가 대표      | 063            | 030            | 0.48           |
| Total          | 796            | 409            | 0.51           |

### 감독
| 클럽              | 나라     | 임기 시작      | 임기 만료       | 기록 | 기록 | 기록 | 기록 | 기록   |
| 클럽              | 나라     | 임기 시작      | 임기 만료       | 경기 | 승   | 무   | 패   | 승률 % |
| ----------------- | -------- | -------------- | --------------- | ---- | ---- | ---- | ---- | ------ |
| 뉴캐슬 유나이티드 | 잉글랜드 | 2009년 4월 1일 | 2009년 5월 24일 | 8    | 1    | 2    | 5    | 012.50 |

## 수상 내역

#### 블랙번 로버스
- 프리미어리그 : 1994-95

#### 잉글랜드 국가대표팀
- UEFA 유로 4위 : 1996
- 툴롱 토너먼트 : 1991
- 투르누아 드 프랑스 : 1997

### 개인
- 발롱도르 3위 : 1996
- FIFA 올해의 선수 3위 : 1996
- UEFA 유로 득점왕 : 1996
- UEFA 유로 대회 베스트 : 1996
- PFA 올해의 선수 : 1994–95, 1996–97
- FWA 올해의 선수 : 1993–94
- 프리미어리그 올해의 선수[3] : 1994-95
- 프리미어리그 득점왕 : 1994–95, 1995–96, 1996–97
- 프리미어리그 이 달의 선수 4회
- PFA 올해의 팀 : 1991–92, 1992–93, 1993–94, 1994–95, 1995–96, 1996–97, 2002–03
- ESM 올해의 팀 : 1994-95
- FWA 공로상 : 2001
- 북동부 FWA 올해의 선수 : 2003
- 뉴캐슬 올해의 선수 : 1998–99, 1999–2000, 2002–03
- 툴롱 토너먼트 득점왕 : 1991
- 툴롱 토너먼트 대회 MVP : 1991

#### 선정
- 잉글랜드 축구 명예의 전당 : 2004
- 프리미어리그 명예의 전당 : 2021
- 프리미어리그 10주년 최우수 선수 : 2002
- 프리미어리그 10주년 올스타팀, 공로상 : 2002
- 프리미어리그 20주년 올스타팀[4] : 2012
- PFA 세기의 팀 : 2007
- FIFA 100[5] : 2004

#### 서훈 및 기타
- 대영 제국 훈장 4등급(OBE) 수훈[6] : 2001
- 대영 제국 훈장 3등급(CBE) 수훈[1] : 2016
- 뉴캐슬 어폰타인 명예 시민 : 2000
- 뉴캐슬 대학교 민법 명예 박사 학위 : 2009
- 노섬브리아 대학교 민법 명예 박사 학위 : 2006
- 노섬버랜드 부 주지사 : 2009
- 세인트 제임스 파크 동상 건립 : 2016
- NSPCC 홍보 대사 : 2006

### 기록
- 프리미어리그 역대 최다 득점 : 260골
- 프리미어리그 박스 안 최다 득점 : 227골
- 프리미어리그 단일 경기 최다 득점 : 5골
- 프리미어리그 PK 최다 득점 : 56골
- 뉴캐슬 유나이티드 역대 최다 득점 : 206골
- 뉴캐슬 유나이티드 유럽 대항전 최다 득점 : 30골